# Proper Filthy Naughty
Proper Filthy Naughty (auch bekannt unter der Abkürzung PFN sowie den früheren Namen Salamander und The Light) ist ein englisches Musikprojekt im Bereich der elektronischen Tanzmusik aus London. Die Gruppe besteht aus den beiden Produzenten John Ross und Joe Williams. Ihr Musikstil ist nicht einheitlich: Sie wurden zwar für den Electroclash-Song Fascination bekannt, andere Veröffentlichungen sind aber stilistisch dem House und Breakbeat zuzuordnen.

## Geschichte
John Ross macht nach eigenen Angaben seit 1991 Musik und wurde dabei vor allem vom Hip-Hop beeinflusst. Er machte sich besonders als Remixer einiger Tracks von Größen der elektronischen Musikszene wie Paul Oakenfold, aber auch Popstars wie Britney Spears einen Namen.
Das Projekt selbst wurde im Jahr 1994 unter dem Namen Salamander gegründet, ab 1996 nannte sich das Duo The Light. Ihr erster großer Clubhit war Expand the Room im Jahr 1997, das dem Stil Progressive Breaks zugeordnet werden kann. 2000 benannte sich die Band in den aktuellen Namen um und experimentierte mit alternativen Sounds. Es folgten die Breakbeat-Titel Stitch Up und Philter/Earphones, die sich ebenfalls zu Clubhits entwickeln konnten. 2003 veröffentlichten sie ihr Debütalbum Fascination, dessen gleichnamiger Titelsong als EP ausgekoppelt wurde. Der Song, der einen einfachen Synthpop-Beat mit einer gehauchten weiblichen Gesangslinie kombiniert, entwickelte sich zu einem weltweiten Clubhit, der größte Erfolg wurde jedoch in Südamerika erzielt, wo der Titel auch in der Mainstreamszene viel Airplay erhielt und der Song zu einem der größten Sommerhits in den Fremdenverkehrszentren wurde. Sängerin des Songs „Fascination“ ist Barbara Alcindor, die durch das deutsch-französischsprachige Danceprojekt French Affair bekannt wurde.

## Diskografie

### Alben
- 2003: Fascination (10 Kilo Records)

### Singles und EPs
- 1996: Salamander – Going Home (AAA Recordings)
- 1996: The Light – Dusk (AAA Recordings)
- 1996: The Light – Panfried (AAA Recordings)
- 1997: The Light – Expand the Room (AAA Recordings, Hooj Choons)
- 2000: The Light – Opium (City of Angels)
- 2000: Proper Filthy Naughty – Put Your Earphones On (10 Kilo)
- 2000: Proper Filthy Naughty – Stitch Up (10 Kilo)
- 2000: Proper Filthy Naughty – Flow (10 Kilo)
- 2000: Proper Filthy Naughty – Make a Move/Coils (10 Kilo)
- 2003: Proper Filthy Naughty – To the Beat (10 Kilo)
- 2003: Proper Filthy Naughty – Fascination